# GS-4
Gruppo GS-4 — паровоз, выпускавшийся в 1941 — 1942 гг. на заводе компании Lima Locomotive Works для дороги Southern Pacific Transportation Company.
Паровоз имел необычный дизайн, полностью герметичную паровозную будку защищавшую паровозную бригаду от непогоды. Дверца дымовой коробки имела сферическую форму, а на ней были закреплены два прожектора. Метельник паровоза окаймлён сплошным металлическим листом, переходящим в изящные щитки, идущие вдоль всего котла выше уровня экипажной части и придающие паровозу стремительный вид.
Строились паровозы на заводе Lima Locomotive Works.
Разрабатывались эти паровозы для скоростных пассажирских поездов, именно поэтому диаметр ведущих колёсных пар паровоза составляет 80 дюймов — 2032 мм. Эти паровозы водили по Южной Тихоокеанской дороге поезда «Coast Daylight», «San Joaquin Daylight», «Lark», «Cascade», «Golden State», «Sunset Limited».
Во время Второй мировой войны паровозы этой серии не имели яркого окрашивания — они были окрашены в чёрный цвет. В 1948 году паровозы были окрашены в те цвета, что представлены на фото. С марта 1950 года паровозам вновь постепенно вернули чёрную окраску, также они утратили щитки идущие вдоль котла. С 1956 года паровозы более не использовались в пассажирском движении.
Единственным сохранившимся паровозом этой серии является Southern Pacific 4449.
Иногда используется как рейсовый поезд экспресс для перевозки пассажиров.